# Gramercy Bridge
Die Gramercy Bridge, offiziell die Veterans Memorial Bridge, zur Unterscheidung von anderen Veterans Memorial Bridges meist Veteran's Bridge in Gramercy genannt, ist eine Straßenbrücke über den Mississippi River, die den am linken Flussufer liegenden Ort Gramercy im St. James Parish, Louisiana, USA mit dem dünn besiedelten Farmland des St. John the Baptist Parish auf der westlichen Seite des Flusses verbindet. Gramercy war ein Zentrum des Zuckerrohranbaus und ist Sitz der Colonial Sugar Mill. In der Nähe stehen heute die Anlagen des Kaiser Aluminium and Chemical Plant.
Die vierstreifige Brücke dient dem regionalen Verkehr, die nächste Brücke flussaufwärts ist die 30 km entfernte Sunshine Bridge, die nächste flussabwärts ist die 45 km entfernte Hale Boggs Memorial Bridge.
Der über die Brücke führende Louisiana Highway 3213 verbindet den linksseitig verlaufenden West Airline Highway (U.S. Highway 61) mit dem Louisiana Highway 3227 auf der rechten Flussseite.
Die 1995 eröffnete Gramercy Bridge ist eine stählerne Fachwerk-Auslegerbrücke mit Gerberträgern. Die Hauptbrücke ist 945 m lang. Die mittlere der drei Öffnungen hat eine Stützweite von 445 m und eine lichte Höhe von 50 m. Ihr Einhängeträger ist 209 m lang. Die Stahlkonstruktion lagert auf vergleichsweise zierlich aussehenden, paarweise angeordneten Stahlbetonstützen, die durch einen Querverband untereinander versteift sind. An die Hauptbrücke schließen sich auf beiden Seiten mehr als 700 m lange Rampenbrücken an.
Die Gramercy Bridge ist möglicherweise die letzte Fachwerk-Auslegerbrücke, eine Konstruktionsart, die in den USA noch lange verwendet wurde, nachdem sie in Europa bei vergleichbaren Stützweiten durch Spannbeton-Balkenbrücken und Schrägseilbrücken abgelöst worden war.